# Kamila Witkowska
Kamila Witkowska, född Ganszczyk  6 april 1996 är en volleybollspelare (högerspiker).
Gałkowska spelar med Polens landslag och har med dem deltagit i bland att VM, EM och European Volleyball League. Hon har spelat hela sin klubbkarriär i Polen och blev polsk mästare med ŁKS Łódź 2022/2023.